# Kibali (Fluss)
Der Kibali ist ein Fluss in den Provinzen Ober-Uelle und Ituri in der Demokratischen Republik Kongo.

## Verlauf
Der Fluss hat seine Quellen nahe der Grenze zu Uganda. Sie stellt auch die Einzugsgebietsgrenze zwischen Kongo und Nil dar. Er fließt in westliche Richtung durch die Provinzen Ober-Uelle und Ituri. Der Kibali ist ein Quellfluss des Uelle, zu dem er sich bei Dungu mit dem Dungu vereint.